# Campionatul Mondial de poliatlon 2009

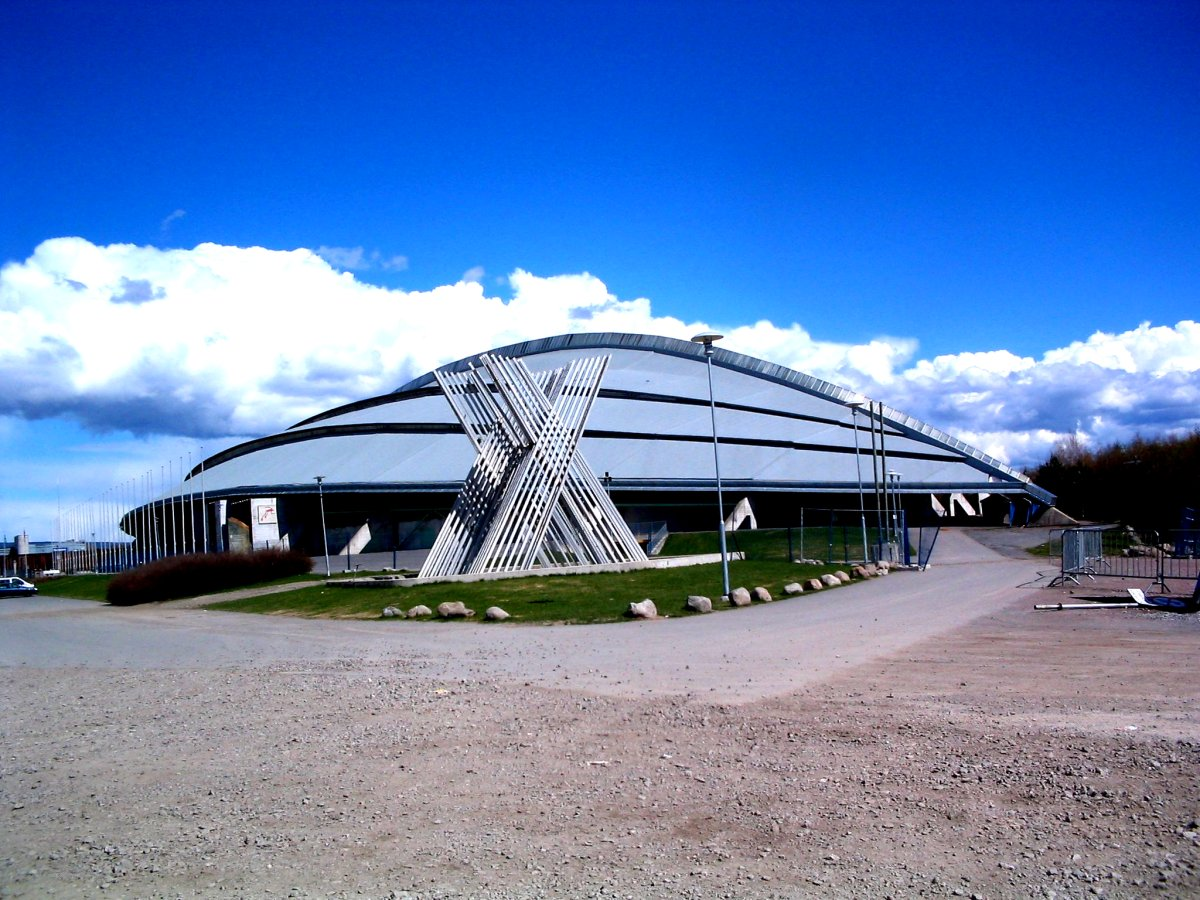
Vikingskipet (Hamar)

Campionatul Mondial de poliatlon 2009 a avut loc în rink-ul de gheață din Vikingskipet Olympic Arena, Hamar, Norvegia
(7-8 februarie 2009). Au participat câte 24 de patinatori în fiecare probă.

## Program
| Ziua        | Feminin | Masculin |
| ----------- | ------- | -------- |
| 7 Februarie | 500 m   | 500 m    |
| 7 Februarie | 3000 m  | 5000 m   |
| 8 Februarie | 1500 m  | 1500 m   |
| 8 Februarie | 5000 m  | 10000 m  |

## Țări participante
Au participat 48 de sportivi din 13 țări.
| Țara                       | Masculin | Feminin | Total |
| -------------------------- | -------- | ------- | ----- |
| Austria                    | X        | 1       | 1     |
| Canada                     | 3        | 4       | 7     |
| Cehia                      | X        | 1       | 1     |
| Franța                     | 1        | X       | 1     |
| Germania                   | 2        | 4       | 6     |
| Italia                     | 1        | X       | 1     |
| Japonia                    | 1        | 3       | 4     |
| Coreea de Sud              | 1        | 1       | 2     |
| Norvegia                   | 3        | 1       | 4     |
| Țările de Jos              | 4        | 4       | 8     |
| Polonia                    | 1        | 1       | 2     |
| Rusia                      | 2        | 2       | 4     |
| Statele Unite ale Americii | 3        | 2       | 5     |
| Suedia                     | 2        | X       | 2     |
| Total                      | 24       | 24      | 48    |

## Probe

### Masculin
| Poz. | Sportiv              | 500m | 5000m | 1500m | 10000m | Timp    |
| ---- | -------------------- | ---- | ----- | ----- | ------ | ------- |
| 1    | Sven KRAMER          | 6    | 1     | 2     |        |         |
| 2    | Håvard BØKKO         | 2    | 2     | 1     |        |         |
| 3    | Enrico FABRIS        | 5    | 3     | 5     |        |         |
| 4    | Denny MORRISON       | 1    | 13    | 4     |        |         |
| 5    | Wouter OLDE HEUVEL   | 11   | 4     | 7     |        |         |
| 6    | Trevor MARSICANO     | 9    | 6     | 3     |        |         |
| 7    | Chad HEDRICK         | 4    | 10    | 6     |        |         |
| 8    | Ivan SKOBREV         | 14   | 7     | 17    |        |         |
| 9    | Konrad NIEDZWIEDZKI  | 3    | 17    | 8     |        |         |
| 10   | Robert LEHMANN       | 8    | 16    | 10    |        |         |
| 11   | Sverre HAUGLI        | 20   | 5     | 15    |        |         |
| 12   | Tom PRINSEN          | 17   | 11    | 14    |        |         |
| 13   | Tobias SCHNEIDER     | 16   | 14    | 11    | —      | 112.344 |
| 14   | Steven ELM           | 12   | 18    | 12    | —      | 112.543 |
| 15   | Brian HANSEN         | 7    | 19    | 16    | —      | 112.548 |
| 16   | Carl VERHEIJEN       | 22   | 8     | 13    | —      | 113.337 |
| 17   | Lucas MAKOWSKY       | 19   | 20    | 9     | —      | 113.501 |
| 18   | Hiroki HIRAKO        | 18   | 12    | 21    | —      | 113.565 |
| 19   | Pascal BRIAND        | 15   | 23    | 19    | —      | 114.293 |
| 20   | Kwun-Won CHOI        | 13   | 22    | 20    | —      | 114.375 |
| 21   | Øystein GRØDUM       | 23   | 9     | 22    | —      | 116.497 |
| 22   | Aleksandr RUMYANTSEV | 21   | 21    | 23    | —      | 124.460 |
| 23   | Johan RÖJLER         | 24   | 15    | 18    | —      | 146.443 |
| 24   | Joel ERIKSSON        | 10   | 24    | DNS   | —      | 79.190  |